# Fuhrmann-Motor
Als Fuhrmann-Motor wird der Porsche-Motor Typ 547 bezeichnet, entwickelt und konstruiert von Ernst Fuhrmann. Der Typ 547 ist ein luftgekühlter Vierzylinder-Boxermotor mit vier obenliegenden Nockenwellen (zwei pro Zylinderbank), die über vier Königswellen angetrieben werden. Der Motor ist mit einer Doppelzündung ausgestattet und hat pro Zylinderbank einen Fallstrom-Doppelvergaser. Kurbelgehäuse, Zylinder und Zylinderköpfe sind aus einer Aluminiumlegierung. Die Entwicklung des Motors begann 1952.

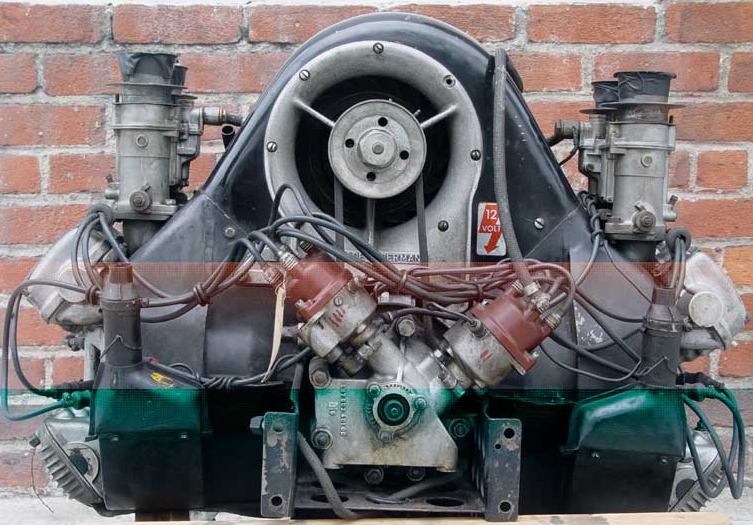
Fuhrmann-Motor in der Heckansicht. Deutlich zu sehen sind die beiden Zündverteiler der Doppelzündung.
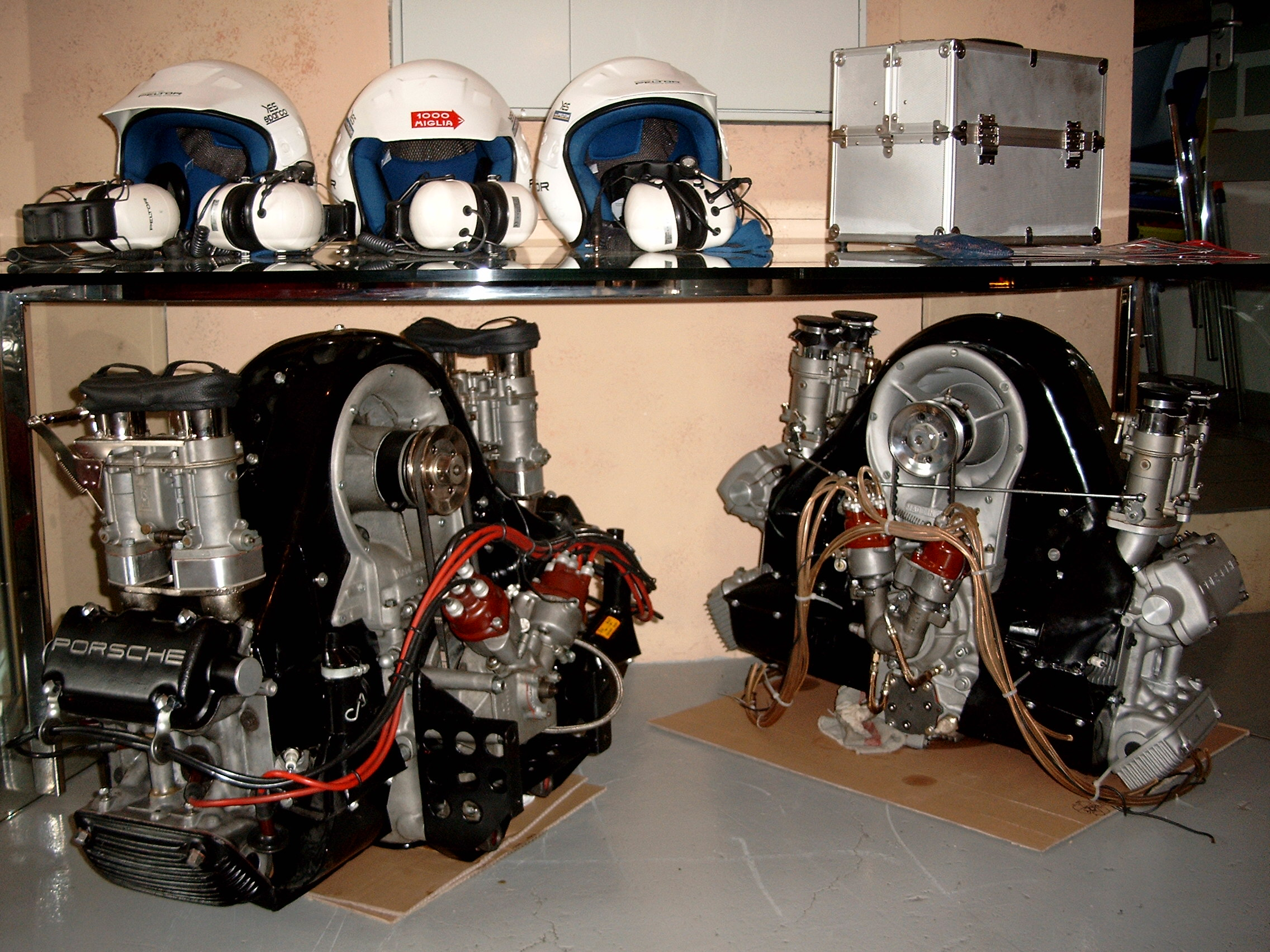
Zwei Fuhrmann-Motoren
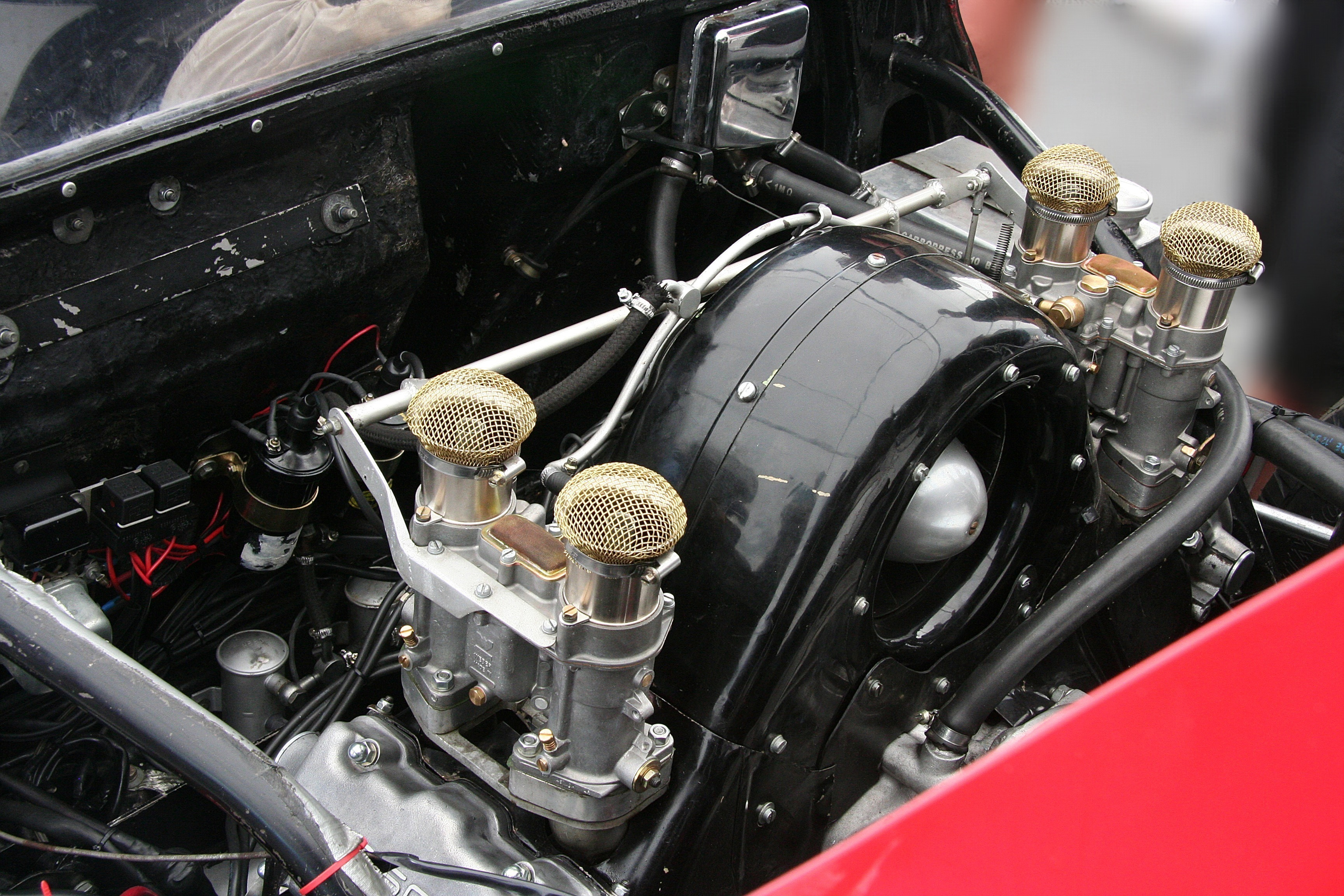
Fuhrmann-Motor im Porsche 904. Die Vergaser sind nicht original.

Der Fuhrmann-Motor kam in verschiedenen Modellen und Leistungsstufen zum Einsatz:
|                            | 550/1500 RS (1954)                                                     | 645 (1956)                                                             | 550 A/1500 RS (1957)                                                   | 718/1500 RSK (1957)                                                    | 356/1600 GS Carrera (1958)                                             | 356/1500 GS Carrera (1958)                                             |
| -------------------------- | ---------------------------------------------------------------------- | ---------------------------------------------------------------------- | ---------------------------------------------------------------------- | ---------------------------------------------------------------------- | ---------------------------------------------------------------------- | ---------------------------------------------------------------------- |
| Motor:                     | 4-Zylinder-Boxermotor (Viertakt)                                       | 4-Zylinder-Boxermotor (Viertakt)                                       | 4-Zylinder-Boxermotor (Viertakt)                                       | 4-Zylinder-Boxermotor (Viertakt)                                       | 4-Zylinder-Boxermotor (Viertakt)                                       | 4-Zylinder-Boxermotor (Viertakt)                                       |
| Hubraum:                   | 1498 cm³                                                               | 1498 cm³                                                               | 1498 cm³                                                               | 1498 cm³                                                               | 1587 cm³                                                               | 1498 cm³                                                               |
| Bohrung x Hub:             | 85 × 66 mm                                                             | 85 × 66 mm                                                             | 85 × 66 mm                                                             | 85 × 66 mm                                                             | 87,5 × 66 mm                                                           | 85 × 66 mm                                                             |
| Leistung bei 1/min:        | 81 kW (110 PS) bei 7800                                                | 99 kW (135 PS) bei 7200                                                | 99 kW (135 PS) bei 7200                                                | 104 kW (142 PS) bei 7700                                               | 77 kW (105 PS) bei 6500                                                | 81 kW (110 PS) bei 6400                                                |
| Literleistung :            | 54 kW/l                                                                | 66 kW/l                                                                | 66 kW/l                                                                | 69 kW/l                                                                | 49 kW/l                                                                | 54 kW/l                                                                |
| Max. Drehmoment bei 1/min: | 117 Nm bei 5000                                                        | 145 Nm bei 5900                                                        | 145 Nm bei 5900                                                        |                                                                        | 121 Nm bei 5000                                                        | 124 Nm bei 5200                                                        |
| Verdichtung:               | 9,5 : 1                                                                | 9,8 : 1                                                                | 9,8 : 1                                                                |                                                                        | 9 : 1                                                                  | 9 : 1                                                                  |
| Ventilsteuerung:           | zweimal zwei obenliegende Nockenwellen, angetrieben durch Königswellen | zweimal zwei obenliegende Nockenwellen, angetrieben durch Königswellen | zweimal zwei obenliegende Nockenwellen, angetrieben durch Königswellen | zweimal zwei obenliegende Nockenwellen, angetrieben durch Königswellen | zweimal zwei obenliegende Nockenwellen, angetrieben durch Königswellen | zweimal zwei obenliegende Nockenwellen, angetrieben durch Königswellen |
| Kühlung:                   | Luftkühlung                                                            | Luftkühlung                                                            | Luftkühlung                                                            | Luftkühlung                                                            | Luftkühlung                                                            | Luftkühlung                                                            |
| Höchstgeschwindigkeit:     | ca. 225 km/h                                                           | ca. 240 km/h                                                           | ca. 260 km/h                                                           |                                                                        | ca. 200 km/h                                                           | ca. 200 km/h                                                           |

|                            | 718/1600 RSK (1958/1959)                                               | 718/RS 60 (1960)                                                       | 718/RS 61 (1961)                                                       | 787 (1961)                                                             | 804 (1962)                                                             | 904 (1963)                                                             |
| -------------------------- | ---------------------------------------------------------------------- | ---------------------------------------------------------------------- | ---------------------------------------------------------------------- | ---------------------------------------------------------------------- | ---------------------------------------------------------------------- | ---------------------------------------------------------------------- |
| Motor:                     | 4-Zylinder-Boxermotor (Viertakt)                                       | 4-Zylinder-Boxermotor (Viertakt)                                       | 4-Zylinder-Boxermotor (Viertakt)                                       | 4-Zylinder-Boxermotor (Viertakt)                                       | 4-Zylinder-Boxermotor (Viertakt)                                       | 4-Zylinder-Boxermotor (Viertakt)                                       |
| Hubraum:                   | 1587 cm³                                                               | 1587 cm³                                                               | 1587 cm³                                                               | 1498 cm³                                                               | 1498 cm³                                                               | 1966 cm³                                                               |
| Bohrung x Hub:             |                                                                        |                                                                        |                                                                        | 85 × 66 mm                                                             | 85 × 66 mm                                                             | 92 × 74 mm                                                             |
| Leistung bei 1/min:        | 121 kW (165 PS) bei 8000                                               | 121 kW (165 PS) bei 8000                                               | 110 kW (150 PS) und 121 kW (165 PS) bei 8000                           | 139 kW (188 PS) bei 8000                                               | 140 kW (190 PS) bei 8000                                               | 132 kW (180 PS) bei 7200 und 114 kW (155 PS) bei 6900                  |
| Literleistung :            | 75 kW/l                                                                | 75 kW/l                                                                | 69 und 75 kW/l                                                         | 93 kW/l                                                                | 93 kW/l                                                                | 66 und 57 kW/l                                                         |
| Max. Drehmoment bei 1/min: |                                                                        |                                                                        |                                                                        | 147 Nm bei 6500                                                        |                                                                        | 169 Nm bei 5000 und 196 Nm bei 5000                                    |
| Verdichtung:               |                                                                        |                                                                        |                                                                        |                                                                        |                                                                        | 9,8 : 1                                                                |
| Ventilsteuerung:           | zweimal zwei obenliegende Nockenwellen, angetrieben durch Königswellen | zweimal zwei obenliegende Nockenwellen, angetrieben durch Königswellen | zweimal zwei obenliegende Nockenwellen, angetrieben durch Königswellen | zweimal zwei obenliegende Nockenwellen, angetrieben durch Königswellen | zweimal zwei obenliegende Nockenwellen, angetrieben durch Königswellen | zweimal zwei obenliegende Nockenwellen, angetrieben durch Königswellen |
| Kühlung:                   | Luftkühlung                                                            | Luftkühlung                                                            | Luftkühlung                                                            | Luftkühlung                                                            | Luftkühlung                                                            | Luftkühlung                                                            |
| Höchstgeschwindigkeit:     |                                                                        |                                                                        |                                                                        |                                                                        | ca. 270 km/h                                                           | ca. 260 und 250 km/h                                                   |